# Université de Tsuru
L'université de Tsuru (都留文科大学, Tsuru bunka daigaku, litt. « université des humanités de Tsuru ») est une université municipale de la ville de Tsuru, préfecture de Yamanashi, au Japon. L'université compte environ 3 000 étudiants et 85 professeurs. Le campus se trouve dans les montagnes surplombant la ville de Tsuru aux 35 000 habitants.

## Histoire
L'université est d'abord créée par la préfecture de Yamanashi, en 1953, comme école temporaire pour la formation des enseignants.